# Барабинско-Куйбышевская агломерация
Бара́бинско-Ку́йбышевская агломера́ция — агломерация в северо-западной части Новосибирской области, созданная в мае 2018 года. Находится в 300 километрах от областного центра и включает в себя Барабинский, Куйбышевский, Северный и Здвинский районы. Вторая по счёту агломерация, образованная на территории региона после Новосибирской (создана в 2015 году).

## Состав
Согласно «Стратегии социально-экономического развития Новосибирской области на период до 2030 года» в состав агломерации входят 4 муниципальных района региона: Барабинский, Здвинский район, Куйбышевский и Северный; с городами Барабинск и Куйбышев в качестве ядер агломерации.
| МО                 | Население, чел. |
| ------------------ | --------------- |
| Барабинский район  | 38 628          |
| Здвинский район    | 11 725          |
| Куйбышевский район | 53 654          |
| Северный район     | 7319            |
| Итого              | 111 326         |

## История
Соглашение об организации Барабинско-Куйбышевской агломерации было подписано в конце мая 2018 года на V всероссийской конференции «Развитие городских агломераций России: инновации и инфраструктура» губернатором Новосибирской области Андреем Травниковым, а также главами Барабинского, Куйбышевского, Северного и Здвинского районов.